# Kilič Arslan IV.
Kilič Arslan IV. (turško IV. Kılıç Arslan, staro anatolsko turško قِلِج اَرسلان) ali Rukn ad-Din Kilij Arslan bin Kejhusrev (perzijsko رکن الدین قلج ارسلان بن کیخسرو‎) je bil sultan Seldžuškega sultanata Rum, * ni znano, † 1265.
Na prestol so ga po smrti njegovega  očeta Kejhusreva II. leta 1246 instalirali Mongoli kot sultana, ki naj bi vladal nad svojim starejšim bratom Kejkavusom II.  Leta 1265 je bil na ukaz perzijskega državnika Pervane Muin al-Din Sulejmana usmrčen.